# Pseudonezumia
Pseudonezumia is een geslacht van straalvinnige vissen uit de familie van rattenstaarten (Macrouridae).

## Soorten
- Pseudonezumia cetonuropsis (Gilbert & Hubbs, 1916)
- Pseudonezumia flagellicauda (Koefoed, 1927)
- Pseudonezumia japonicus Okamura, 1970
- Pseudonezumia parvipes (Smith & Radcliffe, 1912)
- Pseudonezumia pusilla (Sazonov & Shcherbachev, 1982)